# Ондавка
Ондавка (словац. Ondavka) — село и одноимённая община в районе Бардеёв Прешовского края Словакии. В письменных источниках начинает упоминаться с 1618 года.

## География
Село расположено в северной части края, в долине реки Ондавы, вблизи государственной границы с Польшей, при автодороге 3520. Абсолютная высота — 486 метров над уровнем моря. Площадь муниципалитета составляет 3,47 км².

## Население
| Год:                | 1994 | 2004     | 2014     | 2024     |
| ------------------- | ---- | -------- | -------- | -------- |
| Количество человек: | 42   | 33       | 18       | 10       |
| Разница:            |      | −21,42 % | −45,45 % | −44,44 % |

По данным последней официальной переписи 2011 года, численность населения Ондавки составляла 20 человек.